# محطة قطار لوطاية
محطة الوطاية هي محطة سكة حديدية جزائرية تقع في إقليم بلدية الوطاية، ولاية بسكرة، في شمال شرق الصحراء الجزائرية .

## الموقع السكك الحديدية
تقع المحطة شمال مدينة الوطاية على الخط الممتد من الغرارة إلى تقرت . تسبقها محطة منبع الغزلان و تليها محطة بسكرة.

## خدمة الركاب

### خدمة
تخدم محطة الوطاية:
- قطارات الخط الرئيسي لخط الجزائر - تقرت[1][2]
- القطارات الجهوية على طريق قسنطينة - بسكرة.[3][4]

## روابط خارجية
- "SNTF". Société nationale des transports ferroviaires (SNTF). مؤرشف من الأصل في 2025-06-02.